# Oregonator
Der Oregonator ist, ähnlich wie der Brüsselator, ein Modell zur Beschreibung oszillierender chemischer Reaktionen.  Es wurde 1972 von Richard J. Field, Endre Körös und Richard M. Noyes von der University of Oregon vorgeschlagen, um die Belousov-Zhabotinsky-Reaktion zu beschreiben.  Den Namen erhielt es, in Anlehnung an den Brüsselator, da Field et al. zu jener Zeit an der University of Oregon arbeiteten (der Name Brüsselator selbst ist eine Wortkreuzung aus dem Namen der Stadt Brüssel und Oszillator).  Das Oregonator Modell ist eine reduzierte Form des, nach den Initialen der Autoren, FKN-Modells welches noch 11 Reaktionen mit 12 chemischen Spezies hat.

## Das Modell
Das Oregonator Modell besteht aus fünf Reaktionen unter sieben chemischen Spezies {A,B,P,Q,X,Y,Z}:
| I   |  | A + Y | {\displaystyle \longrightarrow } | X       |
| II  |  | X + Y | {\displaystyle \longrightarrow } | P       |
| III |  | B + X | {\displaystyle \longrightarrow } | 2 X + Z |
| IV  |  | 2 X   | {\displaystyle \longrightarrow } | Q       |
| V   |  | Z     | {\displaystyle \longrightarrow } | f Y     |

Dabei werden die Konzentrationen der Spezies A und B konstant gehalten und die Produkte P und Q ständig abgeführt, wodurch nur drei Variablen berücksichtigt werden müssen.  Bei f in (V) handelt es sich um einen weiteren Parameter (wie die Konzentrationen [A] und [B]).
Es ergeben sich die Ratengleichungen:
{\displaystyle {\frac {\mathrm {d} [X]}{\mathrm {d} t}}=k_{\mathrm {I} }[A][Y]-k_{\mathrm {II} }[X][Y]+k_{\mathrm {III} }[B][X]-2k_{\mathrm {IV} }[X]^{2}}
{\displaystyle {\frac {\mathrm {d} [Y]}{\mathrm {d} t}}=-k_{\mathrm {I} }[A][Y]-k_{\mathrm {II} }[X][Y]+fk_{\mathrm {V} }[Z]}
{\displaystyle {\frac {\mathrm {d} [Z]}{\mathrm {d} t}}=k_{\mathrm {III} }[B][X]-k_{\mathrm {V} }[Z]}